# Shakes the Clown
Shakes the Clown es una película estadounidense de 1991 del género comedia negra dirigida y escrita por Bobcat Goldthwait, quien la protagoniza. Cuenta con las actuaciones de Julie Brown, Blake Clark, Paul Dooley, Kathy Griffin, Florence Henderson, Tom Kenny, Adam Sandler, Scott Herriott, LaWanda Page, Jack Gallagher y Robin Williams.
En una entrevista con Conan O'Brien, Goldthwait reveló que Martin Scorsese en una oportunidad defendió a la película de sus detractores. Cuando un crítico de cine se refirió en malos términos a la película tratado de hacer un comentario sobre buenas y malas producciones cinematográficas, Scorsese reveló: "Me gusta Shakes the Clown. ¿Acaso no lo sabes? Es el Ciudadano Kane de las películas sobre payasos ebrios".

## Sinopsis
La película es una comedia negra sobre una payaso que se encuentra atrapado por la depresión y el alcoholismo, a quien se acusa de asesinato. Diferentes comunidades de payasos, mimos y otros artistas son representados como subculturas clánicas y rivales obsesionadas con la precedencia y el estatus. Se trata de una amarga sátira de Goldthwait sobre el disfuncional circuito del stand up comedy que conocía como intérprete.

## Reparto
- Bobcat Goldthwait es Shakes el payaso.
- Julie Brown es Judy.
- Adam Sandler es Dink el payaso.
- Blake Clark es Stenchy el payaso.
- Tom Kenny es Binky el payaso.
- Paul Dooley es Owen Cheese.
- Kathy Griffin es Lucy.
- Robin Williams es Jerry.
- Paul Kozlowski es HoHo el payaso.
- Dan Spencer es Boots el payaso.
- Jeremy Kramer es el detective Boar.